# Obliquus
De obliquus, obliek of voluit casus obliquus (Latijn: scheve naamval) is een generieke naam voor iedere naamval anders dan nominatief of vocatief. De obliquus is van toepassing op zelfstandige naamwoorden welke het object zijn van een werkwoord, voorzetsel of achterzetsel. Zo zijn de genitief, datief en accusatief voorbeelden van obliquus-naamvallen. Het tegengestelde is de casus rectus.
Een voorbeeld van een taal waar men de obliquus gebruikt is het Hindi-Urdu.

## Voorbeelden
- Het verheugt me dat je er ook zo over denkt. (indirect object, datief)
- Het spijt moeder dat ze dat gedaan heeft. (indirect object, datief)
- Ik koop appels. (direct object, accusatief)
- Ik zie hem. (direct object, accusatief)
- De fiets van hem is kapot. (bijvoeglijke bepaling, genitief)
- De man die altijd veel en gezond eet gaat naar huis. (bijvoeglijke bepaling, genitief)
- Ik ben in Parijs. (locatief)
- Ik hak de boom om met de bijl. (instrumentalis)